# BPIFB4
BPIFB4 (Bactericidal/Permeability-Increasing Fold-Containing Family B member 4) представляет собой секретируемый белок, который у человека кодируется геном BPIFB4 расположенном на хромосоме 20. Первоначально он был обнаружен в слюнных железах, однако позднее было обнаружено, что он играет важную патофизиологическую роль на системном уровне и экспрессируется в обонятельном эпителии, мононуклеарных клетках, зародышевой линии, стволовых клетках, клетках-предшественниках и клетках плода. 
Полногеномный поиск ассоциаций (GWAS) показал что определенные варианты BPIFB4 связаны с продолжительностью жизни, в частности вариант содержащий однонуклеотидный полиморфизм rs2070325 (Val229/Thr281/Phe488/Thr494-BPIFB4 (с частатой аллеля 29.5%)) названный LAV (longevity-associated variant).
Экспрессия BPIFB4 играет важную роль в поддержании клеточного и сосудистого гомеостаза посредством регуляции синтеза белка. Фосфорилирование/активация BPIFB4 индуцирует его комплексообразование с белками 14-3-3 и белком теплового шока Hsp90, чему способствует вариант, связанный с долголетием. Комплекс BPIFB4-HSP90-14-3-3 способен индуцировать фосфорилирование в эндотелиальной синтазе оксида азота (eNOS) серина 1177, что приводит к активации продукции NO в эндотелиальных клетках - сигнала окружающим гладкомышечным клеткам расслабиться, что приводит к увеличению кровотока
BPIFB4 в изобилии экспрессируется в циркулирующих CD34+ клетках долгоживущих людей, и его нокдаун в эндотелиальных клетках-предшественниках исключает их способность мигрировать к хемоаттрактанту SDF-1.
Белок BPIFB4 экспрессируется в недифференцированных и высокопролиферативных клетках, а также в сердечной ткани в период внутриутробного развития.
Повышенная экспрессия человеческого гена LAV-BPIFB4 приводит к ослаблению  сердечно-сосудистых заболеваний, в основе которых лежит вызванное старением слабовыраженное хроническое воспаление характеризуемое термином Inflammaging таких как гипертензия, атеросклероз и ишемическая болезнь сердца. В исследовании на пожилых мышах обоего пола лечение LAV-BPIFB4 уменьшало фиброз миокарда и восстанавливало сердечную функцию и перфузию миокарда.
Как ген, связанный с исключительным долголетием, способный защищать от гипертонии, атеросклероза, диабетической кардиопатии, синдрома слабости и воспаления, LAV-BPIFB4 ген является многообещающим кандидатом на новое «лекарство» для лечения атеросклероза, его сердечно-сосудистых осложнений и нейродегенеративных заболеваний.